# Acalolepta microspinicollis
Acalolepta microspinicollis är en skalbaggsart som först beskrevs av Stefan von Breuning 1961.  Acalolepta microspinicollis ingår i släktet Acalolepta och familjen långhorningar. Inga underarter finns listade i Catalogue of Life.